# Jean-Baptiste Annibal Aubert du Bayet
Jean-Baptiste Annibal Aubert du Bayet (ur. 19 sierpnia 1757 w Baton Rouge, Luizjana, zm. 7 grudnia 1797 w Konstantynopolu) – francuski polityk i generał. Uczestnik wojny o niepodległość Stanów Zjednoczonych (w wieku zaledwie 18. lat, w 1775 r. dosłużył się stopnia kapitana piechoty).

## Kalendarium z okresuRewolucji
- 16 marca 1791 - przewodniczący administracji departamentu Isère
- lipiec 1792 - przewodniczący Zgromadzenia Prawodawczego
- 1792 - 1793 - komendant Worms (Armia Renu)
- 14 kwietnia - 23 lipca 1793 - oblężenie Moguncji
- 17 sierpnia 1793 - generał brygady (Armia Wybrzeża La Rochelle)
- 4 listopada 1793 - aresztowanie
- 22 listopada 1793 - pozbawienie stopnia wojskowego
- 4 sierpnia 1794 - zwolniony z więzienia Abbaye
- 8 sierpnia 1794 - rehabilitacja i przywrócenie stopnia wojskowego
- 4 lutego 1795 - generał dywizji (Armia Pirenejów Wsch.)
- 20 kwietnia - 11 listopada 1795 - dowódca Armii Wybrzeża Cherbourga
- 3 listopada 1795 - 8 lutego 1796 - minister wojny
- 8 lutego 1796 - ambasador w Turcji (Konstantynopol)